# حداء جبلي
المحوربة أو الحداء الجبلي هو شعر حماسي، والمحوربة هي اشتقاق من كلمة حرب، فهو شعر يحثُّ الناس على القتال ويدفعهم إلى الحرب بشجاعة دون المهابة من الموت أوالخوف، والتقدم إلى المعركة من خلال المصطلحات الحماسية المشجعة على القتال، وأيضاً تستعمل في الأفراح والمناسبات السعيدة. وهذا النمط جماعي الأداء وينسب إلى الصوت الخارج من الجوف أو نهاية الحلق، ويغنى عند أخذ العريس إلى الحمام، أو عند الفاردة وهي بطيئة الإيقاع حسب المنطقة الجغرافية.

## مميزاته
- موزون ومقفى
- يستخدم اللهجة العامية
- موجهة للعدو
- تحث على القتال والنصر على العدو
- التكرار
- الصدر له قافيه موحدة والعجز له قافيه موحدة

## وصلات لاخارجية
- حال كوماني من أجمل ما سمعت شعراء الحداء اللي يعرفه يفيدنا با سمه فالتعليق على يوتيوب.
- الرموز المحورية في شعر محمود درويش
- الأسطورة المحورية في الشعر العربي المعاصر (مشروع نظري)